# トラベルカフェ
株式会社トラベルカフェ（英: TRAVELCAFE Co,.Ltd.）は、埼玉県川越市下赤坂に本社を置いた「トラベルカフェ」など屋号で喫茶店のチェーン店を運営した企業である。株式会社飯田（英: iida Co,.Ltd.、建設業）の子会社であった。

## 概要
株式会社飯田の事業の一つとして2001年7月11日に設立された。運営本部は東京都豊島区西池袋一丁目7番10号にあった。
昼はカフェ、夜はバー、カフェのみ、カフェ＆バー、夜特化のBARと店舗によって違いがある。またサービス形態もカフェタイムのみセルフサービス式、全時間帯フルサービス式と、サービス形態も店舗によって異なる。
一部の店舗ではJALカードと提携しており、カードの提示によりサービスを受けることが出来た。
カフェの屋号には「Lanikai Terrace」・「Contemporary1684」・「baby Moncher Cafe」・「baby Moncher ice」・「BROOKLYN MILLS」・「THE terrace cafe」・「VAN HOUTEN COCOA BAR」等も用いられた。
2016年9月6日、親会社の飯田、飯田の子会社になる人材派遣会社のティーツーとともに事業を停止。トラベルカフェ単体で負債額は約11億2100万円であった。

## 沿革
- 2001年7月11日 - 株式会社トラベルカフェ　会社設立
- 2001年8月1日 - 総合経営サポート事業サービス開始
- 2002年4月1日 - ポータルサイト事業サービス開始
- 2004年7月12日 - トラベルカフェ1号店がオープン（横浜セルテ店）
- 2005年8月30日 - 直営1号店の飯田橋店がオープン
- 2015年4月1日 - 阪急三番街店が1年間だけ日本ハムと提携し、シャウエッセン トラベルカフェ 三番街店として営業した[3]また朝日新聞DIGITALにも掲載された[4]。
- 2016年9月6日 - 事業停止[2][5]。